# Wouter Burger
Wouter Burger (Zuid-Beijerland, 2001. február 16. –) holland korosztályos válogatott labdarúgó, a svájci Basel középpályása.

## Pályafutása

### Klubcsapatokban
Burger a hollandiai Zuid-Beijerland városában született. Az ifjúsági pályafutását a helyi ZBVH csapatában kezdte, majd a SHO, a Excelsior és a Feyenoord akadémiájánál folytatta.
2018-ban mutatkozott be a Feyenoord első osztályban szereplő felnőtt csapatában. Először 2018. augusztus 17-én, a szlovák AS Trenčín elleni Európa-liga-selejtező 83. percében Tyrell Malacia cseréjeként debütált. Első gólját 2019. augusztus 29-én, az izraeli Amútat Hapóél Beér-Seva elleni Európa-liga rájátszáson szerezte. A 2019–20-as szezon második felében a másodosztályú Excelsior, míg a 2020–21-es szezonban a Sparta Rotterdam csapatát erősítette kölcsönben.
2021. augusztus 31-én négyéves szerződést kötött a svájci Basel együttesével. Először a szeptember 12-ei, Lugano elleni mérkőzés 79. percében Pajtim Kasami cseréjeként lépett pályára. Első gólját 2022. július 16-án, a Winterthur ellen 1–1-es döntetlennel zárult találkozón szerezte meg.

### A válogatottban
Burger az U15-östől az U19-esig minden korosztályban képviselte Hollandiát.
2021-ben debütált az U21-es válogatottban. Először 2021. november 15-én, a Gibraltár ellen 7–0-ra megnyert EB-selejtező 46. percében Ian Maatsen cseréjeként lépett pályára.

## Statisztika
2023. május 29. szerint.
| Klub                          | Szezon   | Bajnokság      | Bajnokság | Bajnokság | Kupa  | Kupa  | Nemzetközi | Nemzetközi | Összesen | Összesen |
| Klub                          | Szezon   | Bajnokság      | Mérk.     | Gólok     | Mérk. | Gólok | Mérk.      | Gólok      | Mérk.    | Gólok    |
| ----------------------------- | -------- | -------------- | --------- | --------- | ----- | ----- | ---------- | ---------- | -------- | -------- |
| Feyenoord                     | 2018–19  | Eredivisie     | 1         | 0         | 1     | 0     | 1          | 0          | 3        | 0        |
| Feyenoord                     | 2019–20  | Eredivisie     | 6         | 0         | 0     | 0     | 4          | 1          | 10       | 1        |
| Feyenoord                     | 2020–21  | Eredivisie     | 1         | 0         | 0     | 0     | 0          | 0          | 1        | 0        |
| Feyenoord                     | 2021–22  | Eredivisie     | 1         | 0         | 0     | 0     | 1          | 0          | 2        | 0        |
| Feyenoord                     | Összesen | Összesen       | 9         | 0         | 1     | 0     | 6          | 1          | 16       | 1        |
| Excelsior (kölcsönben)        | 2019–20  | Eerste Divisie | 7         | 0         | 0     | 0     | 0          | 0          | 7        | 0        |
| Sparta Rotterdam (kölcsönben) | 2020–21  | Eredivisie     | 19        | 2         | 0     | 0     | 0          | 0          | 19       | 2        |
| Basel                         | 2021–22  | Super League   | 26        | 0         | 1     | 0     | 7          | 0          | 34       | 0        |
| Basel                         | 2022–23  | Super League   | 30        | 4         | 2     | 0     | 18         | 2          | 50       | 6        |
| Basel                         | Összesen | Összesen       | 56        | 4         | 3     | 0     | 25         | 2          | 84       | 6        |
| Összesen                      | Összesen | Összesen       | 91        | 6         | 4     | 0     | 31         | 3          | 126      | 9        |

## Sikerei, díjai
Feyenoord
- Holland Szuperkupa
  - Győztes (1): 2018

Holland U17-es válogatott
- U17-es labdarúgó-Európa-bajnokság
  - Győztes (1): 2018